# Ісаак II Ангел
Ісаак II Ангел (грец. Ἰσαάκιος Β' Ἄγγελος; 1155 — 28 січня 1204)  — імператор Візантії з 1185 по 1195 роки та з 1203 по 1204.
Ісаак II Ангел походив з грецької аристократії. Онук Костянтина Ангела і дочки Олексія I Комніна. На початку 1185 виступив проти жорстокого узурпатора Андроніка Комніна, був переможений, але як вже слабкий суперник, прощений переможцем. У вересні 1185 коли один з агентів Андроніка захотів заарештувати Ісаака, той убив його, врятувався втечею до церкви святої Софії в Константинополі і там під час народного повстання, проголошений був імператором.
Ісаак почав своє правління з перемоги над норманами у Сицилії. Спроба відвоювати Кіпр в Ісаака Комніна завершилась безуспішно, через наступ у 1186 році на болгар і валахів, що також привело до їхнього повстання та створення Другого Болгарського царства. У 1187 посланий проти повстанців генерал Алексій Бранас повертає військо проти імператора, однак був розбитий і сам він вбитий.
У 1189 році Фрідріх I Барбаросса пробує провести Третій хрестовий похід та отримує дозвіл провести війська через Візантію. В той час як він перейшов кордон імперії з військом, Ісаак вже порозумівся із Салах ад-Діном та починає створювати вселякі перешкоди війську хрестоносців. Лише військові дії хрестоносців змусили його дотриматися попередньої угоди.
Наступні п'ять років Ісаак проводить у постійних походах у Валахії. Під час одного з них у 1195 році його брат Олексій скористався відсутністю імператора і зайняв його трон. Олексія підтримали солдати. Ісаака схопили та осліпили.
Вісьмома роками пізніше, 18 липня 1203 року, його витягли з камери та знову посадили на трон. Константинополь зайняли хрестоносці з Четвертого хрестового походу. Слабкому імператору допомагає керувати його син Олексій IV Ангел. Однак через рік слабкого правління їх скидають повстанці генерала Олексія Мутцуфулоса, який і займає трон. Ісак помер у тому ж 1204 році.
Його дочка Ірина була у шлюбі (з 1197) з імператором священної Римської імперії Філіпом Швабським, а Єфросинія була віддана за великого князя галицько-волинського Романа Мстиславовича.